# Государственная налоговая служба Азербайджана
Государственная налоговая служба при Министерстве экономики Азербайджанской Республики (азерб. Azərbaycan Respublikasının İqtisadiyyat Nazirliyi yanında Dövlət Vergi Xidməti) является государственным органом, обеспечивающим осуществление государственного контроля в сфере обеспечения своевременного и полного сбора налогов, обязательного государственного социального страхования, страхования от безработицы и обязательного медицинского страхования, а также других обязательных платежей в рамках единой финансовой и бюджетной политики, отнесенных законом и актом Президента Азербайджанской Республики к компетенции Службы.

## История
23 октября 2019 года было упразднено Министерство налогов Азербайджана, и была создана Государственная налоговая служба при Министерстве экономики Азербайджана.
12 мая 2020 года утверждено положение о Службе.

## Структура
27 декабря 2023 года созданы Карабахское Главное территориальное налоговое управление и Восточно-Зангезурское территориальное налоговое управление.

## Деятельность
20 июня 2024 года Азербайджан впервые возглавил Европейскую организацию налоговых администраций на период 2024—2025 годов. Президентом организации избран начальник Государственной налоговой службы Орхан Назарли. Очередная Генеральная Ассамблея организации будет проведена в Азербайджане.

### 2024
За январь — сентябрь 2024 года в органы службы поступило 330 тысяч 460 обращений. Из них заявления — 96 %, жалобы — 3,9 %, предложения — 0,1 %. 97 % обращений рассмотрено. Организовано 510 приёмов граждан.  
В 2024 году ОЭСР присвоила Азербайджану высший рейтинговый балл "compliant" (соответствует стандартам), что отражает высокий уровень прозрачности  налоговой системы и ее соответствие международным стандартам.
В 2024 году проведено 150,6 тысяч камеральных проверок в отношении 77,3 тысячи налогоплательщиков. По итогам проверок дополнительно исчислено 1,169 млрд манат налогов. Из доначисленных налогов 734,7 млн манат (62,9 %) составил НДС, 269,2 млн манат (23 %) — налог на прибыль, 63,6 млн манат (5,4 %) — подоходный налог, 15,7 млн манат (1,3 %) — упрощенный налог, 58,7 млн манат (5 %) — налоги по единой декларации, 27 млн манат (2,3 %) — иные налоги. По камеральным проверкам поступило 6 800 жалоб.  

### 2025
Осуществляется деятельность по внедрению контрольно-кассовых аппаратов нового поколения. На март 2025 года в Азербайджане установлено 104 995 данных аппаратов.

## Руководство
13 мая 2020 года Орхан Назарли назначен на должность и.о. руководителя Государственной налоговой службы. 6 мая 2021  назначен на должность руководителя Государственной Налоговой Службы при Министерстве экономики.